# Тарсија
Тарсија (итал. Tarsia) је насеље у Италији у округу Козенца, региону Калабрија.
Према процени из 2011. у насељу је живело 1373 становника. Насеље се налази на надморској висини од 210 м.

## Становништво
Према резултатима пописа становништва 2011. у општини је живело 2.139 становника.
| 1931. | 1936. | 1951. | 1961. | 1971. | 1981. | 1991. | 2001. | 2011. |
| ----- | ----- | ----- | ----- | ----- | ----- | ----- | ----- | ----- |
| 2.003 | 2.352 | 3.146 | 3.023 | 3.079 | 2.461 | 3.027 | 2.383 | 2.139 |